# De Alpibus commentarius

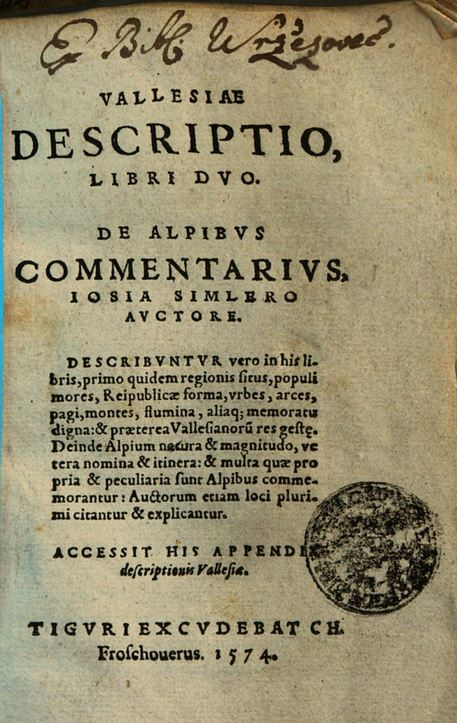
De Alpibus commentarius

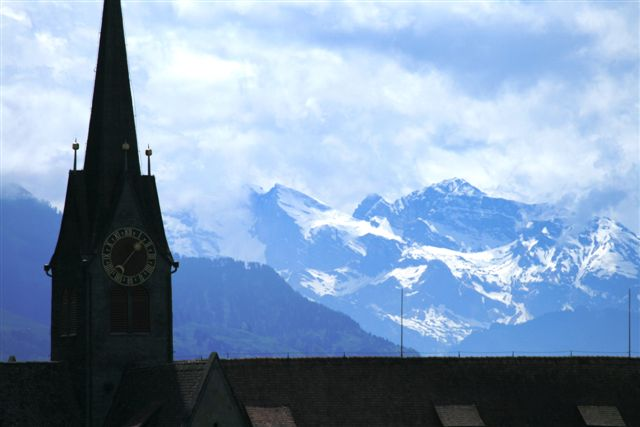
Kloster Kappel und die Alpen

De Alpibus commentarius («Kommentar der Alpen») gilt als älteste Beschreibung der Alpen in lateinischer Sprache. Sie wurde vom Schweizer Theologen und Historiker Josias Simler verfasst und 1574 von Froschauer in Zürich gedruckt.

## Autor und Quellen
Simler hatte in seinen Kinder- und Jugendjahren in Kappel am Albis das Panorama der Glarner-, Urner- und Berner Alpen vor der Haustüre. Später konnte er wegen eines Gichtleidens keine Reisen unternehmen, um sich vor Ort umzusehen. Er musste seine Informationen aus literarischen Quellen heranziehen. Dabei stützte er sich einerseits in den Kapiteln 6 bis 13 auf die antiken Klassiker wie Polybios, Livius, Plinius, Silius Italicus sowie vieles mehr und andrerseits auf die zeitgenössischen Schweizer Humanisten wie Glarean, Johannes Stumpf, Aegidius Tschudi, Conrad Gessner usw.

## Werk
Der De Alpibus commentarius ist ein erster Versuch, einen Überblick über die Natur- und Kulturgeschichte der Alpen und deren einzelne Gebirgsketten zu geben. Es ist eine Sammlung von Erfahrungen von Schweizer Wissenschaftlern, die sie persönlich in den Alpen gewonnen haben. Eine Fülle von Zitaten aus der klassischen Tradition unterstreicht die humanistische Ausrichtung des Textes.
Das Werk war ursprünglich als allgemeine Einführung in einer Beschreibung aller Schweizer Kantone gedacht. Dessen erster Teil hätte mit dem Kanton Wallis begonnen, der nun als einziger im „Alpenkommentar“ erschienen ist. Das Gesamtwerk musste Simmler fallen lassen.

### Gliederung
- Vorwort
- Geographisches und Grundlagen zu den Alpen
  - 1. Benennung
  - 2. Ausdehnung
  - 3. Erste Erschliessung
  - 4. Alpenübergänge
  - 5. Hannibals Alpenüberquerung
- Darstellung des Alpenbogens nach einzelnen Gebirgsgruppen von Ost nach West (Verkehrsgeographie)
  - 6. Seealpen
  - 7. Cottische Alpen
  - 8. Grajische Alpen
  - 9. Penninische Alpen
  - 10. Hochalpen
  - 11. Lepontinische Alpen
  - 12. Rätische Alpen
  - 13. Julische Alpen
  - Slowenische Alpen
- Kultur- und Naturgeschichte der Alpen
  - 14. Alpine Reisen und Gefahren
  - 15. Bergvölker
  - 16. Alpine Gewässer
  - 17. Kristalle und Metalle
  - 18. Alpine Bäume
  - 19. Alpine Sträucher und Kräuter
  - 20. Alpentiere

### Ausgaben und Übersetzungen
- Vallesiae descriptio, libri duo. De Alpibus commentarius. Iosia Simlero auctore… Tiguri excudebat Ch. Froschoverus. 1574
- Iosiae Simleri: Vallesiae et Alpium descriptio. Lugduni Batavorum, ex officina Elzeviriana. 1633
- Iosiae Simleri: Vallesiae descriptio, libri duo. Iosiae Simleri commentarius de Alpibus, in: Thesaurus historiae Helveticae …, Tiguri, literis Conrad Orelli et sociorum. MDCCXXXV
- William August Brevoort Coolidge: Josias Simler et les origines de l’alpinisme jusqu’en 1600. Grenoble 1904 (Ausgabe, französische Übersetzung, Anmerkungen)
- Alfred Steinitzer, Gesellschaft alpiner Bücherfreunde: Josias Simler: De Alpibus commentarius. Die Alpen, München 1931 (nur deutsche Übersetzung und Anmerkungen, reich illustriert)[2]